# Hypsophila meinhardti
Hypsophila meinhardti là một loài bướm đêm trong họ Noctuidae.